# 雷托尔比多
雷托尔比多（義大利語：Retorbido），是意大利帕维亚省的一个市镇。总面积11.67平方公里，人口1414人，人口密度121.2人/平方公里（2009年）。国家统计（ISTAT）代码为018121。